# Podgoreni
Podgoreni è un comune della Moldavia situato nel distretto di Orhei di 982 abitanti al censimento del 2004